# Gretna (Virginia)
Gretna es una localidad del Condado de Pittsylvania, Virginia, Estados Unidos. Según el censo de 2000 tenía una población de 1.257 habitantes y una densidad de población de 453.6 hab/km².

## Demografía
Según el censo de 2000, había 1.257 personas, 569 hogares y 326 familias residiendo en la localidad. La densidad de población era de 453,6 hab./km². Había 635 viviendas con una densidad media de 229,1 viviendas/km². El 60,54% de los habitantes eran blancos, el 38,90% afroamericanos, el 0,08% amerindios, el 0,08% asiáticos, el 0,16% de otras razas y el 0,24% pertenecía a dos o más razas. El 0,40% de la población eran hispanos o latinos de cualquier raza.
Según el censo, de los 569 hogares en el 20,7% había menores de 18 años, el 36,6% pertenecía a parejas casadas, el 18,3% tenía a una mujer como cabeza de familia y el 42,7% no eran familias. El 40,4% de los hogares estaba compuesto por un único individuo y el 22,0% pertenecía a alguien mayor de 65 años viviendo solo. El tamaño promedio de los hogares era de 2,06 personas y el de las familias de 2,75.
La población estaba distribuida en un 18,4% de habitantes menores de 18 años, un 4,7% entre 18 y 24 años, un 21,7% de 25 a 44, un 23,9% de 45 a 64 y un 31,3% de 65 años o mayores. La media de edad era 50 años. Por cada 100 mujeres había 74,1 hombres. Por cada 100 mujeres de 18 años o más, había 67,9 hombres.
Los ingresos medios por hogar en la localidad eran de 23.710 dólares ($) y los ingresos medios por familia eran 33.611 $. Los hombres tenían unos ingresos medios de 28.158 $ frente a los 20.598 $ para las mujeres. La renta per cápita para la ciudad era de 14.397 $. El 19,3% de la población y el 14,4% de las familias estaban por debajo del umbral de pobreza. El 27,7% de los menores de 18 años y el 20,7% de los habitantes de 65 años o más vivían por debajo del umbral de pobreza.

## Geografía
Según la Oficina del Censo de los Estados Unidos, Gretna tiene un área total de 2,8 km² de los cuales 2,8 km² corresponden a tierra firme y 0,1 km² a agua. El porcentaje total de superficie con agua es 1,83%.